# 柴應乾
柴應乾，字可健，號羽元，陕西漢中府白河縣軍籍西安前衛人。明朝政治人物。

## 生平
萬曆十六年（1588年）戊子科陕西鄉試第十四名舉人，二十三年（1595年）乙未科會試第二百十五名，廷試三甲第二百四十四名進士。吏部觀政，二十六年授户部主事，二十七年管下粮厅，本年宁武管粮。歷官江西高安县知县，调山東膠州知州，充山西、河南正副主考，得士颇盛，歷升户部郎中，三十五年三月出为山東濟南道參政，陞四川按察使，四十年閏十一月擢湖廣右布政使，晉廣東左布政使，轉江南操江佥都御史，未之任卒。有《秋桂堂文集》行世。

## 家族
曾祖柴玉。祖父柴澄，彭水县主簿、贈朝議大夫布政司參議。父柴儒，正德辛巳進士，福建参政、累进阶中奉大夫正治卿。母蕭氏，贈恭人；生母傅氏。永感下。兄柴應期（舉人）。